# 에틸렌 글라이콜
에틸렌 글라이콜(Ethylene glycol, 영어: IPA: [éθəlìːn ɡláikɔːl] 에썰린 글라이콜[*]), 1,2-에탄디올/1,2-에테인다이올(1,2-ethanediol), 또는 에탄-1,2-디올/에테인-1,2-다이올(Ethane-1,2-diol, IUPAC 이름)은 2가 알코올의 일종이다. 화학식은 C2H4(OH)2이다. 2가 알코올 중 가장 간단한 형태의 화합물이다.

## 성질
무색의 끈끈한 액체이다. 분자량은 62.07, 끓는점은 197°C, 20°C에서의 비중 1.1155, 어는점 -13°C이다. 생성열은 -111.1kcal/mole, 연소열은 282.2kcal/mole이다. 흡습성이 있다. 물, 에탄올, 메탄올, 아세톤, 글리세롤, 아세트산, 피리딘과 잘 섞이며, 클로로폼, 에테르, 벤젠, 이황화 탄소에는 잘 섞이지 않는다. 염화 나트륨, 염화 아연, 탄산 칼륨, 수산화 칼륨, 수산화 칼슘 등의 무기화합물을 녹일 수 있다.
== 용도 == 
에틸렌 글라이콜은 다음과 같은 용도로 사용된다.
- 합성수지, 특히 폴리에틸렌 테레프탈레이트(PETE)의 원료로 사용된다.
- 폴리에스터성 수지의 하나인 알키드 수지의 원료로 사용된다.
- 내한성 냉각제로 사용된다.
- 다이너마이트의 제조에 사용되는 이질산 에틸렌 글라이콜(니트로글라이콜)의 원료로 사용된다.
- 에틸렌글라이콜과 피마자유를 혼합해 자동차 브레이크 오일(brake fluid)을 제조하는 원료로 사용한다.
- 자동차 부동액에 들어 있으며 냉각수로 쓰인다.

## 위험성
에틸렌 글라이콜은 단맛이 나고 점막에 자극이 거의 없으나, 먹을 경우 치명적이다. 에틸렌 글라이콜 자체는 독성이 크지 않으나, 에틸렌 글라이콜의 대사산물인 글라이콜산, 옥살산 등의 유기산이 큰 독성을 가지고 있다. 간이나 신장에 손상을 줄 수 있고, 중추신경계의 손상을 가져올 수도 있다. 심할 경우 혼수상태나 호흡곤란에 의한 사망을 일으킬 수도 있다.
WHO 필수 의약품 목록에 있는 포메피졸(fomepizole)이라는 해독제가 있다. 만일 실수로 에틸렌 글라이콜을 섭취했고 포메피졸을 구할 수 없는 경우 응급 처치로 다량의 에탄올을 투여할 수 있다. 또 혈액투석이 치료에 쓰인다.

### 섭취
간이나 신장에 손상을 줄 수 있다. 중추신경 손상을 일으킬 수 있으며, 이 경우 들뜸, 두통, 어지러움, 구역질 등이 나타난다. 심할 경우 쓰러짐, 의식 없음, 혼수상태, 호흡 곤란으로 인한 사망에 이를 수 있다. 심각한 중독으로 인한 사망이 보고된 바 있다.

### 흡입
기도를 자극할 수 있다. 가열되었거나 증기 형태로 존재한 것을 흡입한 경우 폐수종을 일으킬 수 있다.

### 피부
피부를 약간 자극할 수 있고, 피부를 통해 흡수될 수 있다.

### 눈
눈을 약간 자극할 수 있다.

## 같이 보기
- 다이에틸렌 글라이콜
- 프로필렌 글라이콜

## 참고 자료
- Considine, G. D.;  외. (2005). 《Van Nostrand's encyclopedia of chemistry, 5th edition,》. Hoboken: Wiley-Interscience..
- 성용길, 김창홍 역 (2001).  化學大辭典編集委員會, 편집. 《<<화학대사전>>》. 서울: 世和.
- http://www.antizol.com/egpoisono.htm
- http://fscimage.fishersci.com/msds/07310.htm
- http://xotxim.ru/etilenglikol/